# Tchaman
Cet article concerne la langue tchaman. Pour le peuple tchaman, voir Ébriés.
Le tchaman ou ébrié est une langue parlée en Côte d'Ivoire essentiellement dans les villages qui bordent la lagune d'Abidjan.
Le terme « tchaman » est le nom en tchaman, tandis que « ébrié » est un nom péjoratif donné par une ethnie voisine[Laquelle ?].

## Dialectes
Les dialectes de l'ébrié sont:
- Locodjo
- Eloka-Té
- Anna
- Adjin

| français    | Locodjo    | Eloka-Té | Anna    | Adjin   |
| ----------- | ---------- | -------- | ------- | ------- |
| aiguille    | okwɛ       | akwɛ     | aguja   | aguja   |
| arc         | adãkɛ      | dãke     | dãke    | aplɛ    |
| argent      | ɟɛtɛ̃       | ɟɛtɛ     | ɟɛtɛ    | ɟɛtɛ    |
| bicyclette  | misigrɛ    | ɓisigrɛ  | ɓisigrɛ | ɓisigrɛ |
| bras        | m̥mɔ̃        | m̥mɔ̃      | apa     | apa     |
| brouillard  | ɓwɛɓwɛnɛ   | aɓok'ã   | aɓok'ã  | abokʰã  |
| caleçon     | ɟɛkotro    | c'akotro | ɟakotro | ɟakotro |
| caoutchouc  | aɲã        | aɓɔ      | aɲã     | aɲã     |
| champ       | ŋ̥gɔ̃        | agɔ̃      | agɔ̃     | agɔ̃     |
| chaussure   | ŋ̥gbawa     | ŋkpawa   | ŋgbawa  | ŋgbawa  |
| chemin      | asito      | asik'o   | asik'o  | asik'o  |
| chèvre      | cjɛ        | ʔjɛ      | cjɛ     | cjɛ     |
| civette     | ɓrɛɟu      | ɓlɛɟu    | ɓlɛɟu   | ɓlɛɟu   |
| colline     | aɓoɓo      | ɓoɓo     | ɓoɓo    | ɓoɓo    |
| corbeau     | kakaɟomãkɤ | aka      | aka     | aka     |
| coton       | ɟɛ̃sɛ       | n̥ɟɛsɛ    | ɟɛ̃cɛ    | ɟɛ̃cɛ    |
| couteau     | kakra      | krakra   | kakra   | kakra   |
| cure-dents  | hɛ̃grɛ      | ŋhɛ̃grɛ   | ŋ̥hɛ̃grɛ  | ŋ̥hɛ̃grɛ  |
| forêt       | akwa       | ŋ̥kwa     | ŋkwa    | akwa    |
| fourmi      | sisrɛ̃      | n̥sisrɛ̃   | nsɛ̃srɛ  | nsisrɛ̃  |
| funérailles | oɗi        | aɗi      | ali     | ali     |
| goyave      | ɗwama      | jwama    | jwama   | jwama   |
| maïs        | mũntu      | mãntu    | mãntu   | mũntu   |
| menton      | at'ep'ra   | at'ep'a  | at'ep'a | at'ep'a |
| mil         | n̥̩ɲwe       | n̥nwe     | n̥nwe    | n̥nwe    |

## Écriture
Le tchaman est écrit avec l’alphabet latin. Une orthographe est notamment utilisée par le Comité de traduction atchan (CTA) dans la traduction de la Bible.
| a  | an | b | bh | c | ch | d  | e | ɛn | f | g | gb | h  | i | j | k | kh |   |
| kp | l  | m | n  | o | ɔ  | ɔn | p | ph | r | s | t  | th | u | v | w | y  | z |

## Phonologie

### Inventaire phonémique
|                     | Labial   | Alveolar       | Palatal     | Vélaire  | Labio-vélaire |
| ------------------- | -------- | -------------- | ----------- | -------- | ------------- |
| Fortis, non-voisées | pʰ [pʰ]  | tʰ [tʰ]        | cʰ [cʰ, tʃ] | kʰ [kʰ]  |               |
| Fortis, voisées     | b        | d              | ɟ [ɟ, dʒ]   | g        | gb [g͡b]       |
| Lenis, non-voisées  | p        | t              | c           | k        | kp [k͡p]       |
| Lenis, voisées      | ɓ [ɓ, m] | ɗ [ɗ, l, r, n] | j [j, ɲ]    |          | w [w, ŋʷ]     |
| Fricatives          | f/ (v)   | s/(z)          |             | h [x, h] |               |

Les sons [v] et [z] sont marginaux et ne se trouvent que dans les emprunts.
|          | Orales | Orales | Orales | Nasales | Nasales | Nasales |
| -------- | ------ | ------ | ------ | ------- | ------- | ------- |
| Fermées  | i      |        | u      |         |         |         |
| Moyennes | e      |        | o      | ɛ̃       |         | ɔ̃       |
| Ouvertes | ɛ      | a      | ɔ      |         | ã       |         |

Il n'y a pas de consonnes phonémiques nasales en tchaman. Pourtant, les voyelles nasales assimilent les consonnes lenis voisées [ɓ, ɗ, j, w] en [m, n, ɲ, ŋʷ].

### Système tonal
Il existe en tchaman deux tons stables (H et B) et un ton modulé (HB). De plus, il y a des tons flottants et les consonnes fortis voisées ont la tendance de rendre la hauteur moins élevée.

## Morphologie

### Préfixes nominaux
Les préfixes nominaux auraient d'autrefois fonctionné dans une système de classification nominale comme celle qui se trouvent dans d'autres langues nigéro-congolaises. En mbatto, les préfixes différencient des lexèmes homophones et des formes singuliers et pluriels.
Les quatre préfixes sont á-, à-, ɛ̃́- et ɛ̃̀-, dont les deux derniers se réalisent aussi comme voyelles nasales, transcrites ɴ́- et ɴ̀-.
| Préfixe | Tchaman | Français     |
| ------- | ------- | ------------ |
| á-      | áɓókʰã̀  | brouillard   |
| à-      | àlɔ̀kpɔ̀  | tortue d'eau |
| ɛ̃́-, ɴ́-  | ɴ́cʰwè   | os           |
| ɛ̃̀-, ɴ̀-  | ɴ̀tʰè    | père         |

### Pronoms sujet et TAM
En tchaman, les marqueurs de tense-aspect-mode se trouvent affixés à la verbe ou en morphème libre si le sujet est un nom ou un pronom sujet au pluriel. Les morphèmes TAM s'incorporent aux pronoms sujet au singulier.

Par exemple:
mẽ̀ (1SG) + ɓâ (FUT) → mã̀ã́ (1SG.FUT)
|   | Singulier | Pluriel |
| - | --------- | ------- |
| 1 | mɛ̃̀        | lò      |
| 2 | ɛ̀         | ɔ́̃       |
| 3 | ã̀         | wò      |

## Syntaxe[edit]
Le tchaman est une langue SVO (sujet-verbe-objet), comme dans l'exemple suivant.
jàjó étʰà kpã́hɔ̃̀
Yayo mâcher.PROG pain

'Yayo mange du pain.'